# Cafes Aitona Askatuak
El Cafes Aitona Askatuak, es un equipo de baloncesto español con sede en la ciudad de San Sebastián (País Vasco) que compite en la LEB Plata, la tercera competición de su país. Disputa sus partidos en el Polideportivo José Antonio Gasca.

## Nombres
- Cafes Aitona Askatuak (-2010)
- Cafes Aitona (2010-)

## Posiciones en liga
- 1997 - (LEB)
- 2000 - (EBA)
- 2001 - (14-LEB2)
- 2002 - (EBA)
- 2010 - (1-1DIV)
- 2011 - (7-EBA)
- 2012 - (1-EBA)
- 2013 - (10-LEB Plata)

## Palmarés
- Campeón Liga Regular Grupo A Liga EBA - 2012